# Dispio schusterae
Dispio schusterae är en ringmaskart som beskrevs av Friedrich 1956. Dispio schusterae ingår i släktet Dispio och familjen Spionidae. Inga underarter finns listade i Catalogue of Life.